# 岡山県道233号宝伝久々井南水門線
岡山県道233号宝伝久々井南水門線（おかやまけんどう233ごう ほうでんくぐいみなみすいもんせん）は、岡山県岡山市東区を通る一般県道である。

## 概要

### 路線データ
- 起点：岡山県岡山市東区宝伝（岡山県道232号鹿忍片岡神崎線交点）
- 終点：岡山県岡山市東区南水門町（岡山県道232号鹿忍片岡神崎線交点）
- 総延長：約5.4 km

## 地理

### 通過する自治体
- 岡山市（東区）

### 交差する道路
| 交差する道路                | 交差する場所 | 交差する場所 |
| --------------------------- | ------------ | ------------ |
| 岡山県道232号鹿忍片岡神崎線 | 宝伝         | 起点         |
| 岡山県道232号鹿忍片岡神崎線 | 南水門町     | 終点         |

### 沿線
- 千町川（終点付近）